# Xavier Moon
Xavier Moon (ur. 2 stycznia 1995 w Goodwater) – amerykański koszykarz, występujący na pozycji rzucającego obrońcy, od 2023 zawodnik Los Angeles Clippers oraz zespołu G-League – Ontario Clippers.
25 czerwca 2020 dołączył do Kinga Szczecin. 2 sierpnia opuścił klub. 26 grudnia 2021 zawarł 10-dniową umowę z Los Angeles Clippers. 4 stycznia 2022 podpisał kolejny, identyczny kontrakt. 14 stycznia 2022 zawarł trzecią taką samą umowę. 24 stycznia 2022 powrócił do składu Agua Caliente Clippers. 26 marca 2022 podpisał kontrakt z Clippers na występy w NBA oraz zespole G-League – Agua Caliente Clippers. 21 października 2023 został zwolniony. 15 listopada 2023 zawarł kolejną umowę z Los Angeles Clippers oraz zespołem G-League – Ontario Clippers.
Jest bratankiem byłego zawodnika NBA – Jamario Moona.

## Osiągnięcia
Stan na 22 listopada 2023, na podstawie, o ile nie zaznaczono inaczej.
NJCAA
- Mistrz:
  - National Junior College Athletic Association (NJCAA – 2015)
  - konferencji Panhandle (2015)
- Zaliczony do II składu All-Panhandle Conference (2015)

NCAA
- Zaliczony do I składu OVC (2017)
- Zawodnik tygodnia OVC (26.12.2016)

Drużynowe
- Wicemistrz North American Premier Basketball (NAPB – 2019)

Indywidualne
- MVP:
  - Canadian Elite Basketball League (CEBL – 2019–2021)
  - finałów CEBL (2020, 2021)
- Debiutant roku NAPB (2018)
- Zaliczony do:
  - I składu kanadyjskiej ligi:
    - NBL (2020)
    - CEBL (2019–2021)

  - III składu G-League (2023)